# GNU LibreJS
GNU LibreJS，簡稱LibreJS，是由GUN計劃編寫在Mozilla Firefox自由軟體瀏覽器的擴充功能。其目的是阻擋非自由、非瑣碎的JavaScript程式，並允許自由或瑣碎的JS在用戶的網頁瀏覽器中運行。這個附加元件是為了解決由理查·史托曼於2009年首次描述的「JavaScript陷阱」所開發，該陷阱會使用戶在不知不覺中在其網頁瀏覽器中運行專有軟體。

## 說明
GNU LibreJS是由Ruben Rodriguez和Nik Nyby作為GUN計畫的一部分而開發的，GNU LibreJS會拒絕運行許多網站中的非自由程式，且預設包含在GNU IceCat瀏覽器中，此外他也可以跟Tor一起使用。
該外掛程式允許將網站列入白名單，並具有電子郵件地址檢測系統，提供用戶聯絡頁面網站管理員，以說服他們的JavaScript程式碼符合LibreJS。根據自由軟體基金會的說法，專有JS程式碼在網路上普遍存在，若未將網站列入白名單而使用LibreJS時會造成崩潰。儘管如此，程式工程師身兼活動家的理查·史托曼仍支持使用GUN LibreJS。
在批評Google時，史托曼表示「一般來說，大多數Google服務都需要執行非自由JS程式碼。如果你拒絕這樣做（例如，透過運行 LibreJS），你會發現你將無法使用這些服務。」

## 回應
《連線》雜誌的Klint Finley在沒有使用JavaScript一週後寫道：「自由軟體基金會於2013 年發起了免費JavaScript 活動，旨在推廣僅使用免費開源JavaScript 程式碼的網站，或者讓網站在沒有JavaScript 的情況下正常運作。合作，幫助減少對專有JavaScript 的依賴，然而自由軟體基金會不使用『開源』一詞，並積極倡導反對使用它，而更喜歡使用『自由軟體』一詞。」
《波音波音》的科利·多克托羅在討論 Finley 的文章時表示，他已經使用NoScript多年，並透過將具有僅適用於 JavaScript 的所需功能的頁面列入白名單來解決 Finley 發現的問題。
網站因是否在沒有 JavaScript 的情況下運行或啟用 LibreJS 而受到批評或評分。

## 另請參閱
- NoScript